# Clément Isnard
Clément Isnard (* im 16. Jahrhundert; † 11. Mai 1612 in Nizza) war von 1593 bis 1612 Bischof von Glandèves.

## Leben
Clément Isnard (oder italienisch Isnardi) stammte aus einer der ältesten Familien der Stadt Nizza. Am 19. Dezember 1593 ebenda zum Bischof von Glandèves geweiht, nahm er im Januar des folgenden Jahres seine Kathedrale in Besitz. 1599 assistierte er bei der Weihe des Bischofs Barthélemy Camelin von Fréjus. Am 7. Februar 1609 organisierte er in Anwesenheit Erzbischof Honoré de Laurens’ von Embrun sein durch die Religionskriege ruiniertes Bistum neu. Er vereinigte die Priorate und andere Pfründen mit der erzbischöflichen Mensa, um einerseits seine Kanoniker für die durch die Religionskriege erlittenen Einbußen zu entschädigen und sie andererseits am Neubau der Kathedrale in Entrevaux zu beteiligen. Bischof Isnard starb am 11. Mai 1612 in Nizza.